# Белов, Николай Васильевич (генерал)
Николай Васильевич Белов (1857—1918) — русский военачальник, генерал-лейтенант.

## Биография
Родился 21 января (2 февраля) 1857 года в семье Василия Николаевича Белова — старшего врача Александровского военного училища; умер в глубокой старости.
Николай Васильевич Белов — участник Русско-турецкой войны 1877—1878 гг., после которой остался в Болгарии в качестве инструктора новообразованной болгарской армии.
Женился на болгарке, уроженки г. Тырново, Стефании Писаревой. Имел пятерых детей — Елена, Ольга, Владимир, Василий, Александр.
Участвовал в Первой мировой войне.

### Образование
- 1-я Московская военная гимназия (1874),
- 3-е военное Александровское училище (1876, 1-й разряд, из портупей-юнкеров подпоручиком по армейской пехоте с прикомандированием к лейб-гвардии Волынскому полку)

### Чины
- вступил в службу 11 августа 1874 года,
- подпоручик армейской пехоты (10.08.1876),
- переименован в прапорщики гвардии (ст. 10.08.1876)в Лейб-гвардии Волынский полк ,
- Подпоручик гвардии (ст. 30.08.1877),
- Поручик гвардии (ст. 30.08.1878),
- Штабс-капитан гвардии (ст. 26.03.1885),
- Капитан гвардии (ст. 21.04.1891) Командовал ротой и батальоном.,
- Полковник (ст. 6.12.1895)Командир 5-го Туркестанского линейного батальона (17.09.1896-23.07.1900). Командир 18-го Туркестанского стрелкового батальона (23.07.1900-11.06.1901). Командир 180-го пехотного Виндавского полка (11.06.1901-09.07.1905),
- Генерал-майор «за отличие по службе» (пр. 1905; ст. 09.07.1905; за отличие). Командир 2-й бригады 33-й пехотной дивизии (с 09.07.1905)., Участник Первой мировой войны. Командующий 70-й пехотной дивизией (19.07.1914-21.10.1915),
- Генерал-лейтенант (пр. до 19.02.1915; ст. 19.07.1914) с утверждением в должности. Начальник 40-й пехотной дивизии (21.10.1915-06.07.1916). Состоял в резерве чинов при штабе Двинского военного округа (с 06.07.1916).

### Прохождение службы
- в прикомандировании к лейб-гвардии Волынскому полку (1876-?),
- в лейб-гвардии Волынском полку, в отставке (22.07.1880-2.11.1885),
- младший офицер 3-го военного Александровского училища (1886—1893),
- командир роты юнкеров 3-го военного Александровского училища (1893—1895),
- командир батальона — 7 месяцев,
- командир 5-го Туркестанского линейного батальона (17.09.1898-23.07.1900),
- командир 18-го Туркестанского стрелкового батальона (23.07.1900-11.06.1901),
- командир 180-го пехотного Виндавского полка (11.06.1901-9.07.1905),
- командир 2-й бригады 33-й пехотной дивизии (9.07.1905-19.07.1914),
- начальник 70-й пехотной дивизии (19.07.1914-21.10.1915),
- начальник 40-й пехотной дивизии (21.10.1915-6.07.1916),
- в резерве чинов при штабе Двинского военного округа (6.07.1916-1917).

В гражданской войне после Октябрьской революции не участвовал. Умер в Киеве в 1918 году от болезни сердца и погребён без воинских почестей, в которых ему было отказано гетманом Скоропадским.

## Награды
Награждён:
- 1878 год — орденом Св. Анны 4 степени, орденом Св. Станислава 3 степени с мечами и бантом, орденом Св. Анны 3 степени с мечами и бантом;
- 1879 год — румынским Железным крестом;
- 1981 год — орденом Св. Анны 2 степени;
- 1888 год — орденом Св. Станислава 2 степени;
- 1895 год — орденом Св. Владимира 4 степени;
- 1896 год — болгарским орденом Св. Александра 3 степени;
- 1904 год — орденом Св. Владимира 3 степени;
- 1908 год — орденом св. Станислава 1 степени;
- 1912 год — орденом Св. Анны 1 степени;
- 19.02.1915 — орденом Св. Владимира 2 степени с мечами;
- 01.06.1915 — орденом Св. Георгия;
- 12.06.1915 — мечами к ордену Св. Анны 1 степени.

## Фотогалерея
- Белов Николай Васильевич
- Коля Белов 1872 год
- Николай Белов 1876 год
- Николай Белов 1876 год. Варшава.
- Николай Белов. Болгария.
- Николай Белов. Болгария. г. Тырново.
- Белов Николай Васильевич с семьёй
- Белов Николай Васильевич с семьёй.